# Bart Verbruggen (alpineskiër)
Bart Verbruggen (Utrecht, 15 mei 1988) is een Nederlandse alpineskiër. Hij is een van een drieling die werd geboren toen zijn moeder 26 weken zwanger was. Na de geboorte bleek dat Bart twee hersenbloedingen had gehad, waardoor hij linkszijdig spastisch is. 
Verbruggen wist zich, door tijdens de wereldkampioenschappen alpineskiën vierde te worden op de afdaling, te kwalificeren voor de Paralympische Winterspelen 2014 in Sotsji. Vier jaar eerder was het hem net niet gelukt zich te kwalificeren voor de Spelen in Vancouver.